# Alignement de sites
Pour les articles homonymes, voir Alignement.
 (juin 2012).
Si vous disposez d'ouvrages ou d'articles de référence ou si vous connaissez des sites web de qualité traitant du thème abordé ici, merci de compléter l'article en donnant les références utiles à sa vérifiabilité et en les liant à la section « Notes et références ».
Un alignement de sites est une ligne droite imaginaire censée relier certains grands sites, monuments ou ouvrages selon des conceptions  relevant de la pseudo-science. Les lignes ainsi tracées sont connues dans le monde anglophone sous le nom de ley lines.
L'alignement de sites est différent d'une part de l’alignement mégalithique, qui est un ensemble de menhirs posés sur une ou plusieurs rangées, d'autre part des « alignements astronomiques ».

## Adeptes des alignements de sites à travers l'histoire
En septembre 1870, William Henry Black (en) donne à la British Archaeological Association, à Hereford, une conférence où il avance l'idée qu'entre « les monuments existe un marquage fait de lignes géométriques qui couvrent l'ensemble de l'Europe occidentale ».
Le 30 juin 1921, Alfred Watkins parcourt à cheval des collines près de Blackwardine, dans le Herefordshire quand il remarque que de nombreux sentiers semblent relier une colline à l'autre selon une ligne droite. Il examine alors une carte et a une intuition : ce sont des ley lines. Avant même l'époque romaine, quand le pays était bien plus boisé, il était traversé par un réseau de routes fait de lignes droites et qui utilisait des caractéristiques marquantes du paysage comme points de navigation. Dans Early British Trackways (1922), il propose comme explication une route d'échanges, inconnue des historiens. Il systématise son idée en 1925, dans The Old Straight Track.
L’occultiste Dion Fortune, dans son roman The Goat-Foot God (1936), émet l’idée que les ley lines sont des lignes de force reliant des sites préhistoriques.
John Michell, dans The New View over Atlantis (1986), soutient que les principaux sites mégalithiques du Sud de l'Angleterre se disposent sur une ligne droite qui va de St Michael's Mount (près de Penzance, en Cornouailles) jusqu'à Lowestoft, à 580 km de distance, en passant par Glastonbury et Avebury, et que cette ligne correspond à celle du lever de Soleil au 1er mai, date de Beltaine, la fête des druides et de la lumière » (Pierre A. Riffard, Nouveau dictionnaire de l'ésotérisme, p. 20).
David Cowan (en) (2004) et le mouvement New Age y voient des lignes d'énergie terrestre.
Dans Les Lignes d'or, paru en 2005, l'auteur Sylvain Tristan estime, mathématiques à l'appui, que la plupart des capitales des anciennes grandes civilisations de l'antiquité (Babylone, Thèbes, Mycènes, Athènes, Teotihuacan, etc.), voire de la préhistoire avec Stonehenge, sont alignées sur des axes, méridiens et parallèles d'une géométrie ancestrale à 366 degrés.
Le documentaire pseudoscientifique  La Révélation des Pyramides, sorti officiellement en 2010 mais diffusé à grande échelle sur Internet à partir de 2012, expose des affirmations de Jacques Grimault. Celui-ci prétend que les pyramides de Gizeh sont alignées sur un « équateur penché » de 30 degrés par rapport à l'équateur traditionnel, avec un certain nombre d'autres sites archéologiques comme l'île de Pâques, Machu Pichu, Ollantaytambo, la civilisation de Paracas, le pays dogon et Mohenjo-daro, s'inscrivant dans le cadre des théories pseudo-scientifiques sur la destination de la pyramide de Khéops. 

## Terminologie
Des alignements entre points peuvent survenir aléatoirement. En ce sens, les alignements de sites ou astronomiques peuvent être complètement fortuits, ce qui exclut une éventuelle intentionnalité naturelle ou d'origine humaine quant à la distribution des sites. Voir Alignements de points aléatoires.
Il ne faut pas confondre les « lignes telluriques » (ley lines) et les « alignements astronomiques ». Cette dernière théorie   soutient que de grands monuments ou lieux de la Préhistoire ou de l'Antiquité reflètent sur le sol des constellations ou des astres. Par exemple, selon Selim Hassan et Robert Bauval, les trois pyramides de Gizeh, en Égypte, reproduisent à terre les trois étoiles du Baudrier d'Orion. Ce genre de spéculation relève de l'archéoastronomie.

## Critiques
Plusieurs chercheurs dont notamment l'architecte et archéologue Jean-Pierre Adam, ont proposé de nombreux éléments venant réfuter la thèse de l'alignement des sites,,,.
Les lignes telluriques (ley lines) sont une forme de pseudoscience. Dans The Skeptic's Dictionary, le philosophe et sceptique américain Robert Todd Carroll a noté qu'aucune des affirmations concernant les « forces magnétiques » qui sous-tendent les lignes telluriques putatives n'a été scientifiquement vérifiée.
Williamson et Bellamy ont caractérisé les lignes telluriques comme « l'une des plus grandes fausses pistes de l'histoire de la pensée populaire ». Une critique de la théorie des lignes telluriques de Watkins indique qu'étant donné la forte densité de sites historiques et préhistoriques en Grande-Bretagne et dans d'autres parties de l'Europe, trouver des lignes droites qui relient les sites est banal et attribuable à la coïncidence. Johnson a déclaré que « les lignes telluriques n'existent pas ». Il a cité le travail de Williamson et Bellamy pour le démontrer, notant que leurs recherches ont montré à quel point « la densité des sites archéologiques dans le paysage britannique est si grande qu'une ligne tracée pratiquement n'importe où coupera « un certain nombre de sites ».
Une étude de David George Kendall a utilisé les techniques d'analyse de forme pour examiner les triangles formés par les pierres dressées pour en déduire s'ils étaient souvent disposés en lignes droites. La forme d'un triangle peut être représentée comme un point sur la sphère, et la distribution de toutes les formes peut être considérée comme une distribution sur la sphère. La distribution de l'échantillon des pierres dressées a été comparée à la distribution théorique pour montrer que la présence de lignes droites n'était pas supérieure à la moyenne.
L'archéologue Richard J. C. Atkinson l'a démontré une fois en prenant la position des cabines téléphoniques et en soulignant l'existence d'alignements de cabines téléphoniques. Cela, a-t-il soutenu, a montré que la simple existence de telles lignes dans un ensemble de points ne prouve pas que les lignes sont des artefacts délibérés, d'autant plus que l'on sait que les cabines téléphoniques n'ont pas été disposées de cette manière ou avec une telle intention.
En 2004, John Bruno Hare[Qui ?] écrit : « Watkins n'a jamais attribué de signification surnaturelle aux alignements de sites; il pensait qu'il s'agissait simplement de voies qui avaient été utilisées à des fins commerciales ou rituelles, d'origine très ancienne, remontant peut-être au néolithique, certainement pré-romain. Son obsession des alignements était une conséquence naturelle de son intérêt pour la photographie de paysage et de son amour pour la campagne britannique. Il était une personne intensément rationnelle avec un intellect actif, et je pense qu'il serait un peu déçu par certains des aspects marginaux des lignes telluriques aujourd'hui.»

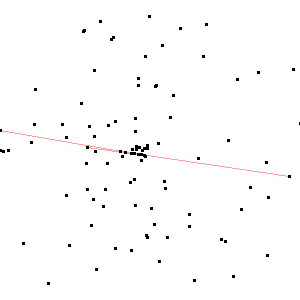
Parmi les pizzerias de Londres, il est possible de trouver un alignement de huit sites
80 quasi-alignements de quatre points ou plus parmi 137 points pris au hasard

## Dans la culture populaire

### Littérature et bande dessinée
- Dans le roman Démences (1989) de Graham Masterton, ces théories sont un élément-clé de l'histoire.
- Dans le roman La prophétie de Glendower (2012) de Maggie Stiefvater.
- Dans les tomes 1 à 4 du roman Mortal Instruments : renaissance (2017-2019) de Cassandra Clare.
- Dans le manga Batman and the Justice League (2018) de Shiori Teshirogi, la théorie est la principale intrigue de l'histoire.
- Dans la série de romans Les Secrets de l'immortel Nicolas Flamel (2007-2012) de Michael Scott, ces lignes peuvent être utilisées comme moyen de transport[11].

### Cinéma et télévision
- Dans le film SOS Fantômes (2016), la théorie est citée.
- Dans la série télévisée Marvel : Les Agents du SHIELD (2013-2020), des créatures nommées « Shrike » se rassemblent aux intersections de supposés alignements de sites.
- Dans la série Inspecteur Barnaby, saison 14, épisode 5 (2011) "Le dormeur sous la colline"., la théorie porte l'intrigue.

### Jeux vidéo
- Les ley lines (traduit en français par "lignes énergétiques") sont un constituant essentiel du monde de Teyvat où se déroule l'histoire du jeu Genshin Impact.

### Divers
- Ces théories sont présentées au parc d’attractions le Jungfrau Park (Berne, Suisse).